# Non dirlo al mio capo
Non dirlo al mio capo es una serie de televisión italiana de drama legal con Vanessa Incontrada, Lino Guanciale y Chiara Francini emitida por Rai 1 emitida en 2016. Una segunda temporada se emitió del 13 de septiembre al 18 de octubre de 2018.

## Elenco
- Vanessa Incontrada como Lisa Marcelli.
- Lino Guanciale como Abogado Enrico Vinci.
- Chiara Francini como Perla Cercilli.
- Laura Romano como Linda.